# Катон-Карагай
Като́н-Карага́й (каз. Қатонқарағай) — село, центр Катон-Карагайського району Східноказахстанської області Казахстану. Адміністративний центр Катон-Карагайського сільського округу.
Населення — 3096 осіб (2021; 3869 у 2009, 5900 у 1999, 6364 у 1989).
Національний склад станом на 1989 рік:
- казахи — 77 %
- росіяни — 20 %